# Eucheira socialis
Eucheira socialis är en fjärilsart som beskrevs av John Obadiah Westwood 1834. Eucheira socialis ingår i släktet Eucheira och familjen vitfjärilar. Inga underarter finns listade i Catalogue of Life.

## Bildgalleri

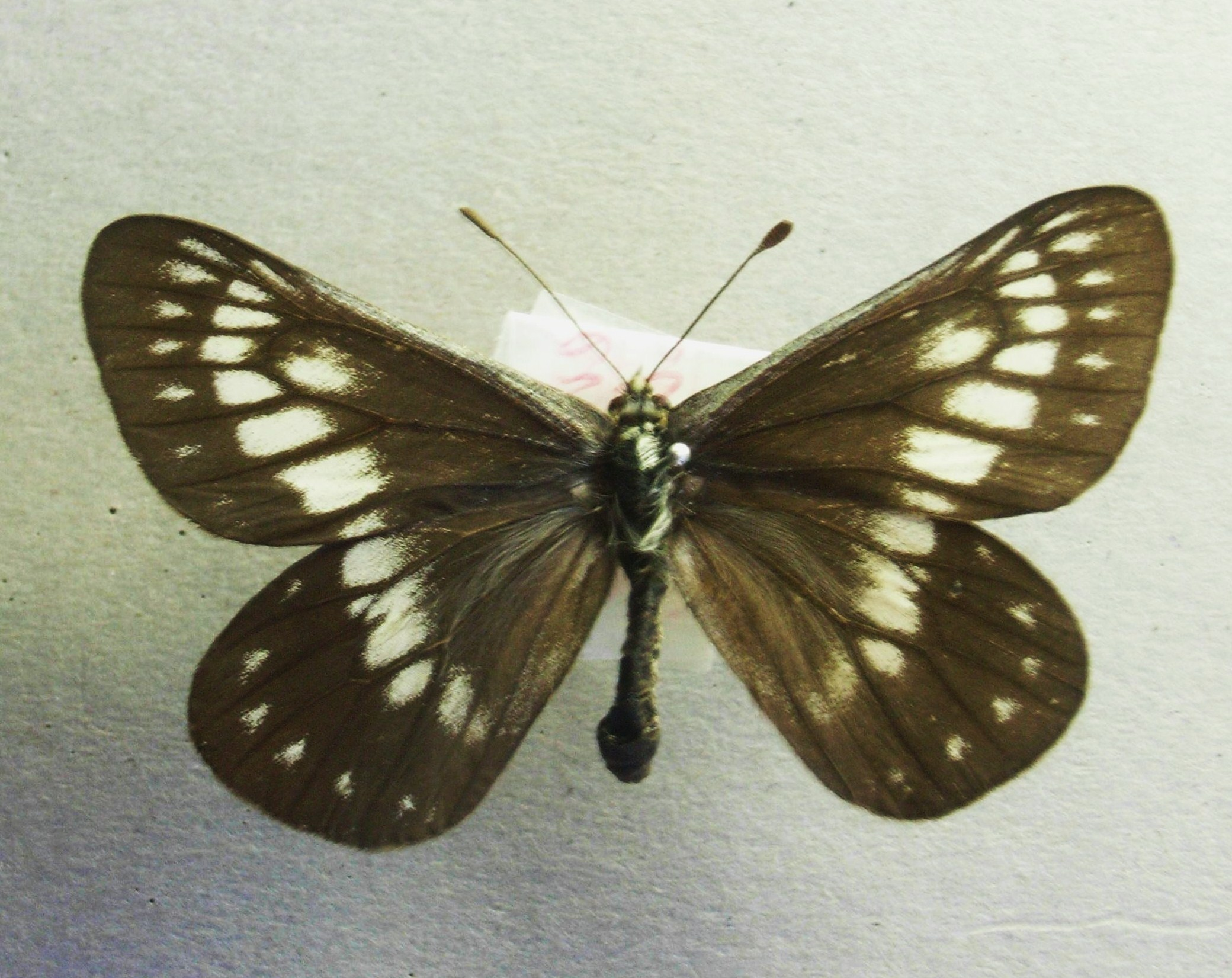